# Liste der Bodendenkmale in der Stadt Südliches Anhalt
In der Liste der Bodendenkmale in Südliches Anhalt sind alle Bodendenkmale der Stadt Südliches Anhalt und ihrer Ortsteile aufgelistet. Grundlage ist die Veröffentlichung der Landesdenkmalliste mit Stand vom 25. Februar 2016. Die Baudenkmale sind in der Liste der Kulturdenkmale in Südliches Anhalt aufgeführt.
| Denkmal-ID | Fundart             | Ortsteil        | Bezeichnung          | Zeitstellung   | Lage                                                                                                 | Bemerkungen | Bild |
| ---------- | ------------------- | --------------- | -------------------- | -------------- | --- | --- | ---- |
| 428300337  | Grabmal > Grabhügel | Repau           | Grabhügel            | Neolithikum    | südwestlich vom Windmühlenberg, 0,3 km südwestlich vom Ort (Lage)                                    | |      |
| 428300336  | Grabmal > Grabhügel | Repau           | Grabhügel            | Neolithikum    | Windmühlenberg, 0,2 km nordwestlich vom Ort, südlich an der Straße zwischen Libehna und Repau (Lage) | 100 m westlich des Windmühlenberges steht direkt am Straßenrand ein Menhir |      |
| 428300706  | besonderer Stein    | Repau           | Menhir(?)            | Neolithikum(?) | Windmühlenberg, 0,2 km nordwestlich vom Ort, südlich an der Straße zwischen Libehna und Repau (Lage) | Menhir – 100 m westlich des Windmühlenberges direkt am Straßenrand, siehe auch ID-Nr. 428300336; im Denkmalinformationssystem nicht als Menhir, sondern als historischer Grenzstein geführt |      |
| 428300335  | Befestigung > Burg  | Pösigk          | Wasserburg           | Mittelalter    | nordwestlicher Ortsrand (Lage)                                                                       | stark beeinflusst durch Bebauung, Nutzung als Garten und Ackerfläche im Zentrum |      |
| 428300329  | Befestigung > Burg  | Weißandt-Gölzau | Wasserburg „Schloss“ | Mittelalter    | südöstlicher Ortsrand, westlich am Nesselbach (Lage)                                                 | Ruinenreste der inneren Schlossbebauung |      |
| 428300327  | Befestigung > Burg  | Gnetsch         | Wasserburg           | Mittelalter    | nordwestlicher Ortsrand (Lage)                                                                       | |      |